# Rives (Isère)
Rives is een gemeente in het Franse departement Isère (regio Auvergne-Rhône-Alpes). De plaats maakt deel uit van het arrondissement Grenoble. Rives telde op 1 januari 2022 6.599 inwoners. 

## Geografie
De oppervlakte van Rives bedroeg op 1 januari 2022 10,93 vierkante kilometer; de bevolkingsdichtheid was toen 603,8 inwoners per km².

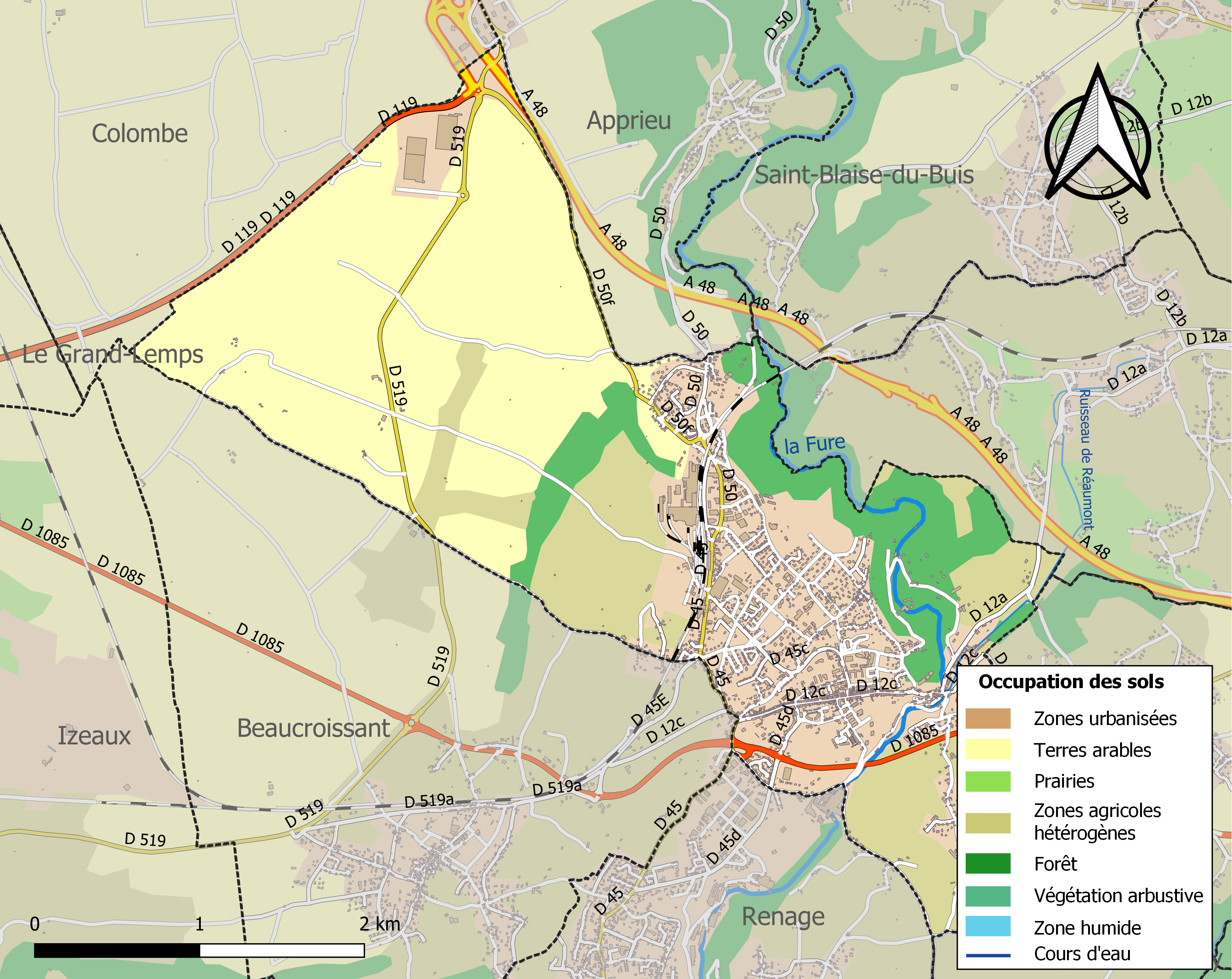
Kaart van de gemeente met de belangrijkste infrastructuur, bodemgebruik en omliggende gemeenten

## Demografie
Onderstaande figuur toont het verloop van het inwonertal (bron: INSEE-tellingen).

## Geboren
- Raphaël Poirée (1974), biatleet